# Крајпуташ у центру варошице Рудник
Крајпуташ у центру варошице Рудник (општина Горњи Милановац) налази се крај пута Горњи Милановац-Топола. Иако у главној рудничкој улици, скривен је од погледа у углу запуштеног дворишта.

## Опис споменика
Споменик је у облику усправне плоче, димензија 95х30х15 cm. С предње стране уклесан је декоративан крст, а у њему још један, мањи. Испод је Епитаф, само делимично читљив. Наличје споменика и бочне стране су празни.

### Епитаф
Од десет редова читљиво је само:
ОВАЈ СПОМЕН
ОБНОВИСЕ
РАНЂИЈА И
СЕСТРИЋ ИВ
АН РАДОЈЕВ
ИЋ 1911 Г.
Из натписа се не може закључити коме је споменик посвећен - вероватно неком учеснику Јаворског рата.